# Fable: Leyendas
Fable Leyendas es un videojuego cancelado del género de rol cooperativo desarrollado por Lionhead Studios y publicado por Microsoft Studios para Xbox One y Microsoft Windows. Era la quinta entrega de la saga de los videojuegos Fable. El videojuego iba a ser Free to play.

## Ambientación
El juego está ambientado 400 años antes de los acontecimientos del primer juego Fable, en un tiempo antes de que se fundara el Gremio de Héroes. Los héroes son comunes, pero la gente de Albion apenas están aprendiendo lo que un verdadero héroe puede ser. Durante este tiempo en la historia de Albion, un antiguo artefacto existe llama "la luna en el palo", un artefacto que los hijos de Albion, una vez hechos los deseos de. Los héroes de la fábula Leyendas están en una búsqueda para localizar a este artefacto.

## Jugabilidad
El juego se basa en torno a cinco jugadores: cuatro héroes, y un villano. La Inteligencia Artificial controla los personajes de la ausencia de un jugador humano. El jugador villano controla la naturaleza de la misión los personajes de héroes se embarcan en, por ejemplo, donde los enemigos se reproducen, lo agresivo que son, cuando el jefe vendrá pesado fuera de su guarida, al derribar un rastrillo intransitables o tender una trampa a héroes separados el uno del otro para frustrar ellos. El villano gana puntos con el tiempo, que puede ser gastado en las unidades. Varios héroes jugables se han identificado hasta el momento: Sterling, un tipo de príncipe azul del personaje, que florece un estoque y grietas sabios; Invierno, que se centra en las habilidades basadas en la voluntad y los ataques de hielo; Torre, se centra en el combate a distancia con una ballesta; e Inga, un personaje paladín como llevar armadura pesada, y blandiendo una espada y un escudo.
A diferencia de otros juegos de la serie, Fable Leyendas es esencialmente un rastreador de la prisión, con poco en el camino de la interacción aldeano, la compra de la propiedad, morphing debido a la alineación, etc Sin embargo, el jugador puede personalizar las armas de su héroe, se ve, armaduras, habilidades y más. Al igual que muchos otros juegos de la franquicia, los héroes también pueden usar expresiones para interactuar con los pobladores. En el centro-ciudad de Titchfield, los jugadores tienen la oportunidad de participar en los trabajos, jugar minijuegos y disfrutar de juegos de pub. Una vez que el jugador selecciona una búsqueda, se envían inmediatamente al mundo.
El juego está destinado a tener un ciclo de vida de 5-10 años, y será integrado en las características de las nubes de la Xbox One. Características SmartGlass permitirá a los jugadores villanos poder hacer su plan de ataque antes de una misión.

## Cancelación
El 7 de marzo de 2016, Microsoft anuncia que el juego había sido cancelado y que el estudio a cargo Lionhead Studios podía cerrar. La beta del juego finalizará el 13 de abril de 2016, los jugadores que habían comprado oro in-game recibirán reembolsos como indemnización.